# خبق بلطيكي
خبق بلطيكي (الاسم العلمي: Chara baltica) هي نوع من النباتات يتبع جنس الكارا من فصيلة الكارية.